# トトネロ
トトネロ（伊: Totonero）は、1980年のイタリアセリエAおよびセリエBにおける八百長スキャンダルである。一部のイタリア人サッカー選手がサッカーの試合を金のために売っていると2人のローマの店員Alvaro TrincaとMassimo Crucianiが打ち明けた後の1980年3月23日に財務警察（Guardia di Finanza）によって暴かれた。
トトネロは「Toto」と「Nero（黒）」からなる単語で非合法の闇サッカー賭博を意味し、転じてこの八百長スキャンダルをも指すようになった。
このスキャンダルにおける主役はセリエAのミラン、ラツィオ、ペルージャ、ボローニャ、アヴェリーノ、セリエBのターラント、パレルモであった。特に、パオロ・ロッシは3年間の出場停止処分を受けた（後に2年間の出場停止処分に軽減）。

## クラブへの処罰
- ミラン（セリエA）; セリエBへの降格[2]
- ラツィオ（セリエA）; セリエBへの降格[2]
- アヴェリーノ（セリエA）; セリエA 1980-81シーズンから勝点-5
- ボローニャ（セリエA）; セリエA 1980-81シーズンから勝点-5
- ペルージャ（セリエA）; セリエA 1980-81シーズンから勝点-5
- パレルモ（セリエB）; セリエB 1980-81シーズンから勝点-5（原判決は無罪）
- ターラント（セリエB）; セリエB 1980-81シーズンから勝点-5（原判決は無罪）

## 判決

### 管理職
- Felice Colombo（ミラン会長）; 資格剥奪
- Tommaso Fabretti（ボローニャ会長）; 1年間の資格停止

### 選手
- Stefano Pellegrini（アヴェリーノ）; 6年
- Massimo Cacciatori（ラツィオ）; 5年（原判決は資格剥奪）
- エンリコ・アルベルトージ（ミラン）; 4年（原判決は資格剥奪）
- ブルーノ・ジョルダーノ（ラツィオ）; 3年6カ月（原判決は1年6カ月）
- リオネッロ・マンフレドーニア（ラツィオ）; 3年6カ月（原判決は1年6カ月）
- Carlo Petrini（ボローニャ）; 3年6カ月
- Guido Magherini（パレルモ）; 3年6カ月（原判決は1年6カ月）
- Giuseppe Savoldi（ボローニャ）; 3年6カ月
- Lionello Massimelli（ターラント）; 3年（原判決は1年）
- Luciano Zecchini（ペルージャ）; 3年
- Giuseppe Wilson（ラツィオ）; 3年（原判決は資格剥奪）
- パオロ・ロッシ（ペルージャ）; 2年（原判決は3年）[1]
- Franco Cordova（アヴェリーノ）; 1年2カ月
- Carlo Merlo（レッチェ）; 1年（原判決は1年6カ月）
- Giorgio Morini（ミラン）; 1年
- Stefano Chiodi（ミラン）; 6カ月
- Piergiorgio Negrisolo（ペスカーラ）; 5カ月（原判決は1年）
- Maurizio Montesi（ラツィオ）; 4カ月
- フランコ・コロンバ（ボローニャ）; 3カ月
- Oscar Damiani（ナポリ）; 3カ月（原判決は4カ月）